# هملت خانی‌زاده
هملت خانی‌زاده بازیگر تئاتر و سینمای کشور جمهوری آذربایجان بوده‌است. از فیلم‌هایی که وی در آنها بازی کرده‌است می‌توان به فیلم بابک اشاره کرد.